# Льговський район
Льговський райо́н — адміністративно-територіальна одиниця і муніципальне утворення на заході центральної частини Курської області Росії.
Адміністративний центр — місто Льгов.

## Географія
Розташований у західній частині області, межує із Кореневським, Рильським, Хомутовським, Курчатовським, Большесолдатським і Суджанським районами. Територія 1,0 тис.кв.км або З% території області.
Поверхня представляє горбкувату рівнину, що є частиною Середньоросійської височини. Рівнина порізана річковими долинами і ярами.
Річки району входять у систему Дніпра. Сама значна з них річка Сейм. Її довжина по території району 84 км. Річка Опока має довжину по території району 23 км. Бик — 26 км, Прут — 18 км, Бобрик — 12 км, Біла Локня — 4 км.